# الذراع (نهم)

تعديل مصدري - تعديل

الذراع هي إحدى قرى عزلة عيال غفير بمديرية نهم التابعة لمحافظة صنعاء، بلغ تعداد سكانها 226 نسمة حسب تعداد اليمن لعام 2004.